# Ruda (Krasew)
Ruda – część wsi Krasew w Polsce położona w województwie lubelskim, w powiecie radzyńskim, w gminie Borki.
W latach 1975–1998 Ruda administracyjnie należała do ówczesnego województwa lubelskiego.